# روبرت جاي
روبرت جاي (بالإنجليزية: Robert Jay)‏ هو قاضي بريطاني، ولد في 20 سبتمبر 1959.